# 長井元昭
長井 元昭（ながい もとあき）は、江戸時代初期の武士。毛利氏家臣で長州藩士。父は長井就次。

## 生涯
毛利氏家臣である長井就次の子として生まれたが、元昭がまだ幼少であった慶長20年（1615年）6月8日に父・就次が死去。幼少の元昭に代わって、祖父・元重の歳の離れた弟である就重が就次の正室と再婚して家督を相続した。
元和2年（1616年）9月19日に毛利秀就の加冠状を受けて元服した。その後、大叔父・就重から家督を譲られる。
慶安2年（1649年）6月1日に死去。嫡男の時盛が後を継いだ。